# Mosannona hypoglauca
Mosannona hypoglauca (Standl.) Chatrou – gatunek rośliny z rodziny flaszowcowatych (Annonaceae Juss.). Występuje naturalnie w Panamie oraz Kolumbii. 

## Morfologia
PokrójZimozielone drzewo dorastające do 5–10 m wysokości.
LiścieMają eliptyczny kształt. Mierzą 6–18,5 cm długości oraz 2–11 cm szerokości. Nasada liścia jest od rozwartej do ostrokątnej. Blaszka liściowa jest całobrzega o ostrym lub spiczastym wierzchołku. Ogonek liściowy jest nagi i dorasta do 3–10 mm długości.
KwiatySą pojedyncze, rozwijają się na szczytach pędów. Działki kielicha mają owalny kształt i dorastają do 2–4 mm długości. Płatki mają kształt od eliptycznego do owalnego, osiągają do 15–30 mm długości. Kwiaty mają 200–250 pręcików i 55–70 owocolistków.
OwocePojedyncze o elipsoidalnym kształcie. Osiągają 10–22 mm długości.

## Biologia i ekologia
Rośnie w lasach. Występuje na wysokości do 500 m n.p.m.